# José Kotuscey
José Kotuscey (en ruso: Иосиф Котусей; Imperio de Rusia, ?-Pachuquilla, Hidalgo, 26 de julio de 1915), fue un militar ruso-austro-mexicano que participó en la Revolución Mexicana.

## Biografía
Nació en Rusia. Llegó a México durante a principios de 1914 por el lado de Estados Unidos y se alineó a las órdenes de Francisco Villa en el norte del país.
A la cinco y media de la tarde del 16 de julio de 1915, los Villistas bajo el mando del Mayor José Kotuscey entraron en Pachuca y fue nombrado Comandante Militar, Durante su corto gobierno impuso severas penas a los quienes cometieran cualquier delito, expidió un manifiesto donde expone su lucha por la felicidad del pueblo mexicano, que todos los billetes fueran de circulación forzosa (que en lenguaje ruso sería una especie de ucase), ya fueran Villistas o Carrancistas  así mismo, se suspendió el manifiesto del aniversario de la muerte de Benito Juárez por que los demás funcionarios no estaban dispuestos hacerlo en presencia de un extranjero El día 19 de antes de las once de la mañana, entraron las fuerzas del general Roberto Martínez y Martínez a Pachuca, quien lo sustituyó. Fue capturado después de un combate de carrancistas y vilistas en la población de Amaque Fue fusilado en Pachuquilla, cerca de la ciudad de Pachuca, el día 26 de julio de 1915 En su honor y homenaje a su memoria, una avenida principal de la ciudad del estado que gobernó le fue colocado su nombre y en la sede de los diputados fue inscrito con letras de plata.